# Clydesdale Football Club
Pour les articles homonymes, voir Clydesdale (homonymie).
Dernière mise à jour : 28 septembre 2009.
Clydesdale FC est un ancien club écossais de football basé à Glasgow.

## Histoire
Il est le premier club finaliste (perdant) de la Coupe d'Écosse en 1874 après avoir été l'un des sept clubs cofondateurs de la Fédération écossaise le 13 mars 1873. Le club qui évolue à ses débuts au Kinning Park avant de s'insatller à Titwood (1876) tombe en banqueroute au début du XXe siècle.
Le gardien de but Robert W. Gardner, (qui joua longtemps comme attaquant) est l'un des meilleurs joueurs ayant évolué sous les couleurs de Clydesdale. Le transfert du capitaine de l'équipe d'Écosse en 1874 des Queen's Park à Clydesdale entraina la fin de son capitanat en équipe nationale : les joueurs de Queen's Park refusaient d'avoir un capitaine d'un autre club. D'autres internationaux écossais ont également évolué à Clydesdale tels Frederick Anderson, John McPherson, James J Lang, James Tassie Richmond et David Wotherspoon.
Après le transfert houleux de Gardner et la finale de coupe 1874, les clubs de Clydesdale et de Queen's Park se retrouvent en demi-finales en 1875. Il faut trois matches pour départager les deux formations : 0-0, 2-2 et 1-0 ; Queen's Park accède en finale.
Nouvelle confrontation entre les deux clubs en 1875-76 à l'occasion des huitièmes de finale de la Coupe. Queen's Park qui domine alors le football écossais passe une nouvelle fois le tour en s'imposant 2-0.
Clydesdale quitte ensuite la Coupe dès les trente-deuxièmes de finale en 1876-77 en s'inclinant en deux matches face à Third Lanark AC.
On retrouve une opposition face à Queen's Park en 1877-78 dès le premier tour de la Coupe. Comme toujours, Queen's Park se qualifie.